# 213 Eskadra Bombowa
213 eskadra bombowa (niszczycielska nocna) – pododdział lotnictwa bombowego Wojska Polskiego w II Rzeczypospolitej.
Eskadra sformowania została w 1931 na lotnisku Okęcie jako 213 eskadra niszczycielska nocna. W 1938 przekształcona została w eskadrę ćwiczebno-bombową. 
Godło eskadry:
- biały słoń z bombą w trąbie skaczący przez półksiężyc z Myszką Miki na grzbiecie[a]

## Formowanie, zmiany organizacyjne i szkolenie
213 eskadra niszczycielska nocna sformowana została w składzie II dywizjonu niszczycielskiego nocnego 1 pułku lotniczego, na lotnisku Okęcie latem 1931. Na organizatora eskadry wyznaczony został por. obs. Czesław Wajcht. Jednak już 7 lipca rozkazem dziennym dowódcy 1 pułku lotniczego wyznaczono na stanowisko dowódcy eskadry por. obs. Zygmunta Wasilewskiego. Gotowość bojową eskadra osiągnęła w połowie sierpnia 1931.
Personel latający wywodził się z nadwyżek etatowych 211 i 212 eskadry niszczycielskiej oraz 13 eskadry liniowej. Wyposażenie stanowiły samoloty Fokker F-VIIB/3m.
Swoje pierwsze ćwiczenia letnie eskadra odbyła na poligonie Grudziądz-Grupa. 
W 1932  eskadra tradycyjnie odbywała szkołę ognia lotniczego w Grudziądzu, a w sierpniu  klucz Fokkerów uczestniczył w ćwiczeniach obrony przeciwlotniczej w Siedlcach.
W czerwcu 1933 jednostka uczestniczyła w paradnym przeglądzie 1 pułku lotniczego na lotnisku Okęcie, dokonanym przez wizytującego Polskę Generalnego Inspektora Sil Zbrojnych Rumunii – księcia Mikołaja.
Coroczną szkołę ognia lotniczego eskadra odbyła na poligonie błędowskim, startując na zadania z lotniska Rakowice, a następnie odleciała na ćwiczenia letnie na poligon Toruń-Podgórz.
W 1935 samoloty eskadry otrzymały kolejne numery taktyczne od 94 do 99.
W maju 3-samolotowy klucz Fokkerów wziął eskadry w rewii na lotnisku Mokotów. Całością dowodził mjr pil. Stefan Pawlikowski. W czerwcu załogi eskadry odbyły szkołę ognia na poligonie Modlin.
W czerwcu 1936 w Krakowie, wspólnie z 211 i 212 eskadrą, załogi realizowały program strzelecki i bombardierski, a w sierpniu brały udział w koncentracji jednostek lotniczych zakończonej defiladą powietrzną nad Warszawą.
Doskonalenie obserwatorów, pilotów i strzelców samolotowych odbywało się też metodą kursową. Szkolenie tego typu organizowane było w dywizjonie szkolnym 1 pułku lotniczego. 
We wrześniu 1936 załogi uczestniczyły w koncentracji lotnictwa Skniłowie. Tam współpracowano z oddziałami wojsk lądowych w rejonie Złoczów–Lwów.
Po zakończeniu manewrów obserwatorzy i personel techniczny 213 eskadry zostali przeszkoleni w zakresie obsługi i eksploatacji nowego samolotu PZL-23 „Karaś”.
W styczniu 1937 eskadra szkoliła się na poligonie Modlin, w  maju w ramach eskadry treningowej piloci odbyli przeszkolenie na samolotach „Karaś”, a latem szkolili się ogniowo na poligonie błędowskim, by w rejonie Modlina odbyć ćwiczenia letnie.
Organizacja nowych jednostek w 1 pułku lotniczym spowodowała przesunięcie części wyszkolonego personelu latającego i naziemnego eskadry do formujących się nowych eskadr w ramach V/1 dywizjonu bombowego.
Polsko-litewski zatarg graniczny spowodował, że w połowie marca 1938 eskadra odleciała na lotnisko Lida. Na Okęcie eskadra wróciła 26 marca.
W początkach maja zorganizowano przeszkolenie pilotów eskadr bombowych w obsłudze technicznej użytkowanych samolotów. W okresie letnim załogi  zostały przejściowo wyposażone w samoloty „Karaś” i na nich uczestniczyły w szkole ognia, a następnie w dużych manewrach na Wołyniu. 
Po powrocie na Okęcie 213 eskadra otrzymała kilka nowoczesnych samolotów PZL-37A „Łoś”, na których podjęto szkolenie i zgrywanie załóg. Ponadto przy eskadrze zorganizowano V Kurs Strzelców Samolotowych–Radiotelegrafistów.

## Eskadra ćwiczebno-bombowa
Rozkazem MSWojsk. L.dz. 2784/tjn. Wyszk. z 8 sierpnia 1938, z dniem 1 listopada 213 eskadra została zreorganizowana w eskadrę ćwiczebno-bombową.
Zadaniem tej specjalnej jednostki miało być szkolenie personelu latającego przeznaczonych do jednostek bombowych. W przyszłości eskadra ćwiczebno-bombowa miała się przekształcić w szkolny dywizjon bombowy. Wyposażono ją między innymi w bombowce LWS-6 Żubr. W marcu 1939 eskadra została przesunięta z Okęcia na lotnisko Małaszewicze. Nowo wybudowane lotnisko stało się bazą szkoleniowo-zaopatrzeniową lotnictwa bombowego.
Od maja uruchomiono w eskadrze VI Kurs Strzelców Samolotowych-Radiotelegrafistów, zakończony w ostatnich dniach sierpnia 1939. W lecie odbyło się szkolenie na samolotach Łoś. Przeszkolono około 20 podchorążych – absolwentów SPL w Dęblinie. Zasilili oni eskadry 210, 215 i 220 dywizjonów bombowych, wyposażonych w samoloty PZL.37 Łoś.
W kampanii wrześniowej eskadra ćwiczebno-bombowa została ewakuowana na lotnisko Prużana, a następnie na południowy wschód kraju.

## Żołnierze eskadry
| Stopień   | Imię i nazwisko                | Okres pełnienia służby |
| --------- | ------------------------------ | ---------------------- |
| por. obs. | Czesław Wajcht                 | VI–VII 1931            |
| por. obs. | Zygmunt Wasilewski             | VII 1931 –             |
| por.obs.  | Apoloniusz Protassewicz (czpo) | 30 VI 1933 –           |
| kpt. obs. | Stanisław Kijankowski (czpo)   | 30 IX 1933 –           |
| por.pil.  | Stefan Floryanowicz            | 19 X 1933 –            |
| kpt. pil. | Stanisław Cwynar               | 1 XI 1937 – 20 X 1938  |
| kpt.pil.  | Józef Wyrzykowski              | 20 X 1938 –            |
| por. pil. | Edmund Rój                     | 1939                   |

## Samoloty eskadry

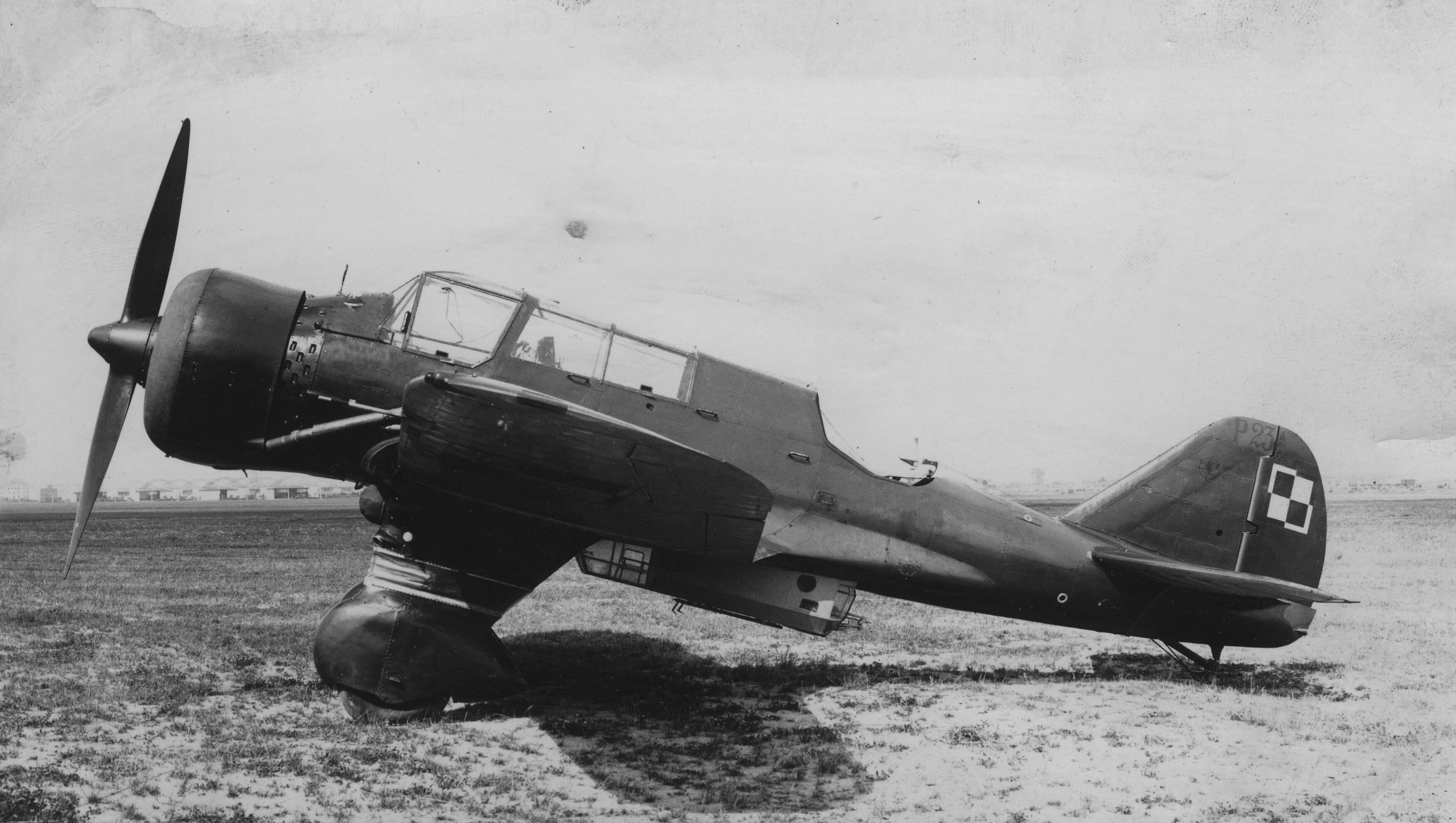
PZL.23 Karaś
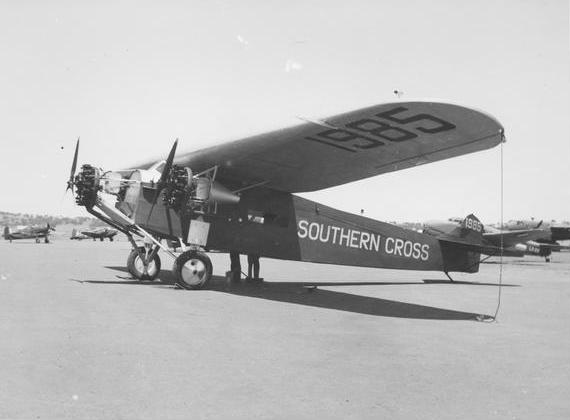
Fokker F.VII
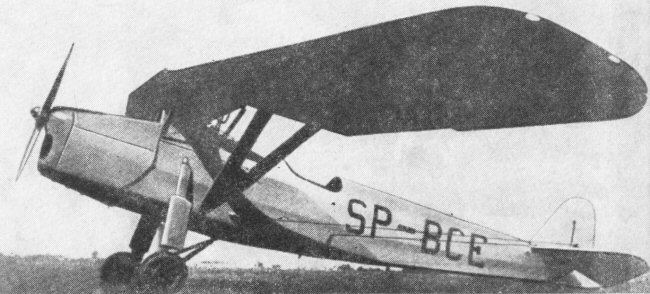
RWD-8

## Wypadki lotnicze
W okresie funkcjonowania eskadry miały miejsce następujące wypadki lotnicze zakończone obrażeniami lub śmiercią pilota:
- 18 sierpnia 1931 samolot typu Fokker ana skutek awarii silników rozbił się przy lądowaniu. Załoga: por. obs. Gustaw Dąbrowski, plut.pil. Jan Kibler i plut. strz. samol. Jerzy Daszkiewicz poniosła śmierć. Wraz z nimi zginął pasażer – adiutant komendanta Lotniczej Szkoły Strzelania i Bombardowania por. obs. Michał Mazurek.
- 8 lipca 1933 załoga eskadry rozbiła samolot. Szer.mech. Tadeusz Piotrowski zginął, a ppor. obs. Olgierd Cumft, plut.pil. Antoni Paszkowski i szer.mech. Tadeusz Chłudziński doznali ciężkich obrażeń.
- 23 listopada 1938 w czasie lotu treningowego zginęła załoga: kpr.pil. Władysław Szpiganowicz, kpr.strz.samol. Jan Grűn i kpr.strz.samol. Kazimierz Kalinowski.